# Cidaria ochracearia
Cidaria ochracearia är en fjärilsart som beskrevs av John Henry Leech 1897. Cidaria ochracearia ingår i släktet Cidaria och familjen mätare. Inga underarter finns listade i Catalogue of Life.